# Solanum chenopodioides

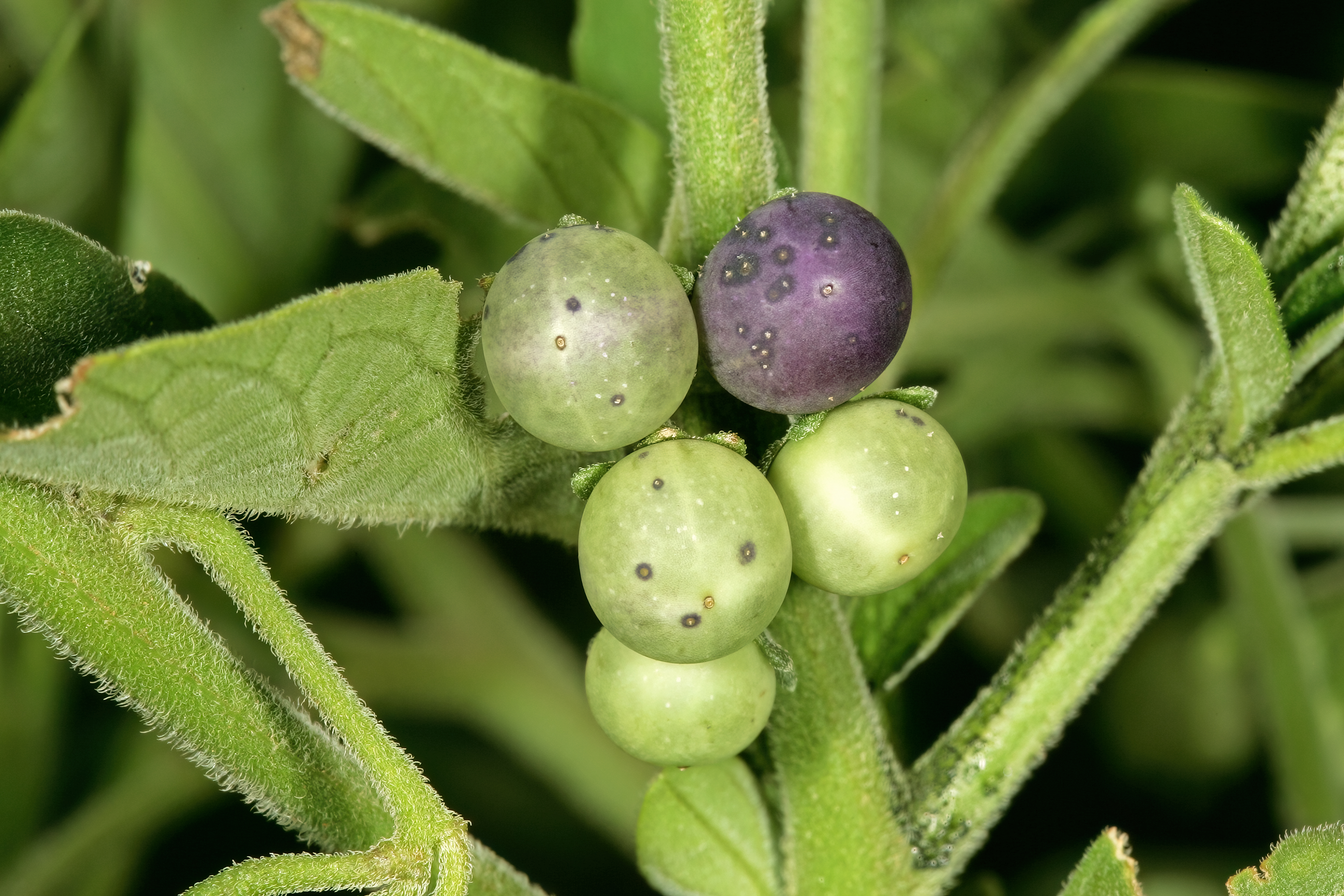
Solanum chenopodioides, frutos

Solanum chenopodioides, conocido como yerba mora o hierba mora, es un arbusto de la familia de las solanáceas nativo de Argentina, Brasil, Bolivia, Chile, Paraguay y Uruguay. Se la encuentra alrededor del mundo y se ha naturalizado en América del Norte, Europa, Australia y Nueva Zelanda.

## Taxonomía
La especie fue descrita y nombrada por Jean-Baptiste Lamarck en 1794, pero la planta ya se conocía desde antes por ejemplares de Chile y Perú y había un ícono de la especie en la obra de Louis Feuillée (1714).

## Descripción
Solanum chenopodioides  es un arbusto que alcanza entre 50 a 80 cm de altura. Tiene frutos negros de entre 5,5 y 6,5 mm de diámetro.
Se la considera maleza porque suele crecer en los cultivos y es tóxica para el ganado debido a los alcaloides que posee, solanidina  y  solasodina. Algunas de sus partes son utilizadas en la medicina popular contra la conjuntivitis.